# Portunicepon savignyi
Portunicepon savignyi is een pissebed uit de familie Bopyridae. De wetenschappelijke naam van de soort is voor het eerst geldig gepubliceerd in 1910 door Thomas Roscoe Rede Stebbing.